# Tissøringen
Tissøringen er en stor halsring i guld, der stammer fra vikingetiden. Den blev fundet ved Tissø på Vestsjælland i 1977. Med en vægt på 1,83 kg er tissøringen det største guldfund fra vikingetiden i Danmarks historie. Den blev fundet i forbindelse med markarbejde i et område, hvor der tidligere er  fundet andre genstande fra vikingetiden, heriblandt værktøj, skeletter, flere andre kostbare smykker i sølv og arkæologiske spor efter en stormandsgård.
Ringen består af otte store guldtråde, der er flettet sammen parvis og derefter snoet. Et stykke er gået tabt, muligvis i forbindelse med at fundet blev pløjet op. Ringen har oprindelig haft en vægt på omkring 2 kg.
Den er udført i borrestil, som var fremherskende fra 850-1000 e. Kr.
Allerede ved fundet i 1977 blev ringen en del af Nationalmuseets samling, hvor den er udstillet.
Der er fremstillet en kopi af tissøringen til Formidlingscenter Fugledegård, der er en del af Naturpark Åmosen.

## Tyveri i 1994
Den 21. juni 1994 blev Tissøringen stjålet, da den var udstillet på Moesgaard Museum i Aarhus. Det var det største guldtyveri siden Guldhornene blev stjålet i 1802. Angiveligt skulle to mænd have stået for tyveriet, og i 2004 kom det frem, at fodboldspilleren Stig Tøfting var en af mellemmændene ved tilbageleveringen af det stjålne guld. Otte dage efter tyveriet blev tissøringen og flere andre værdifulde genstande, leveret tilbage til Aarhus Politi. Der var en dusør på 125.000 kr, men ihændehaverne af det stjålne guld krævede 175.000 kr, som de fik, hvilket blev kritiseret.